# Гордиенко, Павел Афанасьевич
Павел Афанасьевич Гордиенко (1913—1982) — советский океанолог, известный советский полярник, доктор географических наук, профессор, заслуженный деятель науки РСФСР, заслуженный деятель науки и техники РСФСР, почётный полярник. Один из первых, кто побывал в месте с 90 градусами северной широты.
Один из крупнейших в Советском Союзе специалистов по ледовому плаванию.

## Биография

### Хронология
Павел Гордиенко родился 15 июля 1913 года в Енакиево Донецкой области.
В 1937 году работал гидрологом на Диксоне, одновременно обучаясь в Московском гидрометеорологическом институте (МГМИ).
16 июня 1938 года окончил гидрологический факультет МГМИ, отделение океанология, получив специальность инженер-океанолог.
После окончания института работал на полярной станции, расположенной на мысе Шмидта.
Проработал на станции с 1938 по 1940 годы, занимал должности инженера-гидролога и начальника станции.
За 45 лет работы П. А. Гордиенко участвовал в 60 полярных экспедициях, в ряде из них являлся руководителем.
В течение шести навигаций он руководил научными группами института при штабе морских операций в восточном районе Северного морского пути, работал в девяти высокоширотных воздушных экспедициях «Север».
В 1941—1953 годах являлся сотрудником Арктического и антарктического научно-исследовательского института. В 1946 году по приказу К-15 от 10 января 1946 года получил знак «Почётный полярник».
После войны в 1948 году вступил в КПСС на ВВЭ «Север-2», работал океанологом.
С 1949 года П. А. Гордиенко занял должность руководителя отдела ледовых прогнозов ААНИИ, в 1950 году он был награждён орденом Ленина.
C 1953 по 1955 год Гордиенко был главным гидрологом Гидрометеорологического управления Северного морского пути. В 1955 году он был награждён орденом Трудового Красного Знамени и медалью «За трудовую доблесть».
С 1955 года вернулся на работу в ААНИИ, где проработал остаток жизни до 1982 года. 9 апреля 1955 года принял у Е. И. Толстикова смену дрейфующей станции «Северный полюс-4», 20 апреля 1956 года передал станцию А. Г. Дралкину.
В сезон 1956—1957 годов руководил морским отрядом второй Советской антарктической экспедиции.
1957—1962 годах работал заместителем директора ААНИИ (до 1960 — В. В. Фролов, с 1960 — А. Ф. Трёшников) по научной части. С марта по май 1961 года был начальником ВВЭ «Север-13».
В 1967 году на ВВЭ «Север-19» стал заместителем начальника «А-138/169» по науке.
С марта по май 1969 года был начальником ВВЭ «Север-21», на следующий год с марта по май был начальником ВВЭ «Север-22»
В 1970 году П. А. Гордиенко защитил диссертацию на звание доктора географических наук.
В 1971 году ему был вручён орден Октябрьской Революции.
В 1976 году готовил ледовые прогнозы и разрабатывал научное обоснование маршрута для экспедиции на ледоколе «Арктика» к Северному полюсу, готовил высокоширотный рейс атомного ледокола «Сибирь» 1978 года.
Скончался 19 ноября 1982 года в городе Москве.
Похоронен на Большеохтинском кладбище Санкт-Петербурга.

### Научные исследования
Первые научные материалы П. А. Гордиенко начал собирать, работая в своём первом месте работы на мысе Шмидта.
Всю свою дальнейшую карьеру он занимался вопросами оценки торосистости льдов и разработкой влияния ледовых условий на судоходство в замерзающих морях.
В процессе исследования он затрагивал вопросы создал теории образования припая, разработал методику авиаразведки льдов.
Все эти работы позволили вывести на новый уровень организацию и планирование ледовой проводки судов и продление навигации на трассе Северного морского пути.
П. А. Гордиенко занимался подготовкой кадров ААНИИ, помог вырастить высококвалифицированных специалистов, способных решать сложные научные проблемы.
С 1940-х годов он активно пишет книги и статьи как научной, так и научно-популярной направленности. За всю его карьеру вышло более 70 научных работ о ледяных массивах арктических морей, дрейфе льда. Кроме этого вышел ряд научно-популярных книг.
Архив П. А. Гордиенко находится в Российском государственном архиве экономики (Федеральный архив Российской федерации).

### Интересный факт
23 апреля 1948 года Павел Афанасьевич Гордиенко, Павел Кононович Сенько, Михаил Михайлович Сомов и Михаил Емельянович Острёкин были доставлены самолетом на точку с координатами 90 градусов северной широты. Затем тот же самолет забрал их обратно уже в качестве первых в мире людей, с абсолютной достоверностью побывавших в этой точке Северного полюса.

## Память
- Его имя носит одно из научно-исследовательских судов СССР.

## Награды
| - почетный полярник; - почётный работник Морского флота СССР; - Отличник Гидрометслужбы СССР; | - орден Ленина; - орден Октябрьской Революции; - орден Трудового Красного Знамени; | - орден Красной Звезды; - медаль «За трудовую доблесть»; - другие медали. |